# Gokal Pur
Gokal Pur è una suddivisione dell'India, classificata come census town, di 90.564 abitanti, situata nel distretto di Delhi Nord Est, nello territorio federato di Delhi. In base al numero di abitanti la città rientra nella classe II (da 50.000 a 99.999 persone).

## Geografia fisica
La città è situata a 28° 42' 13 N e 77° 17' 21 E.

## Società

### Evoluzione demografica
Al censimento del 2001 la popolazione di Gokal Pur assommava a 90.564 persone, delle quali 48.978 maschi e 41.586 femmine. I bambini di età inferiore o uguale ai sei anni assommavano a 11.093, dei quali 5.941 maschi e 5.152 femmine. Infine, coloro che erano in grado di saper almeno leggere e scrivere erano 52.310, dei quali 30.786 maschi e 21.524 femmine.